# Liste sorbischer bildender Künstler
Sorbische bildende Künstler sind oder waren:
- Gerhard Benzig (1903–1974)

Die sorbische Malerin und Grafikerin Hanka Krawcec schuf mit dem dreiblättrigen Lindenbaum das 1949 beschlossene Symbol der Domowina.

- Iris Brankačkowa (Iris Brankatschk, * 1958)
- Jan Buk (Jan Buck, 1922–2019)
- Jakub Delenka (Jacob Delenka, 1695–1763)
- Conrad Felixmüller (1897–1977)
- Ota Garten (Otto Garten, 1902–2000)
- Jan Hansky (Johannes Hansky, 1925–2004)
- Maćij Wjacław Jakula (Mathias Wenzel Jäckel, 1655–1738)
- William Krause (1875–1925)
- Marion Kwicojc (Marion Quitz, * 1969)
- Hanka Krawcec (Hannah Schneider, 1901–1990)
- Steffen Lange (1931–2006)
- Jěwa Wórša Lanzyna (Eva-Ursula Lange, 1928–2020)
- Fryco Latk (Fritz Lattke, 1895–1980)
- Maja Nagelowa (Maja Nagel, * 1959)
- Sofija Natuškec (Sophie Natuschke, * 1950)
- Božena Nawka-Kunysz (1946–2000)
- Karlo Nowak (Carl Noack, 1873–1959)
- Měrćin Nowak-Njechorński (Martin Nowak-Neumann, 1900–1990)
- Fred Pětška (* 1962)
- Horst Šlosar (Horst Schlossar, 1903–1964)
- Wylem Šybaŕ (Wilhelm Schieber, 1887–1974)
- Hendrich Božidar Wjela (Heinrich Theodor Wehle, 1778–1805)
- Julius Eduard Wjelan (Julius Eduard Wehlan, 1817–1892)